# Монталто Уфуго
Монта̀лто Уфу̀го (на италиански: Montalto Uffugo, на местен диалект Muntàvutu, Мунтавуту) е град и община в Южна Италия, провинция Козенца, регион Калабрия. Разположен е на 430 m надморска височина. Населението на общината е 18 958 души (към 2013 г.).